# علی الخلیفه
علی الخلیفه (انگلیسی: Ali Al-Khalifa) تیرانداز اهل بحرین است. وی در بازی‌های المپیک تابستانی ۱۹۸۴ شرکت کرده‌است.